# Gerberbastei

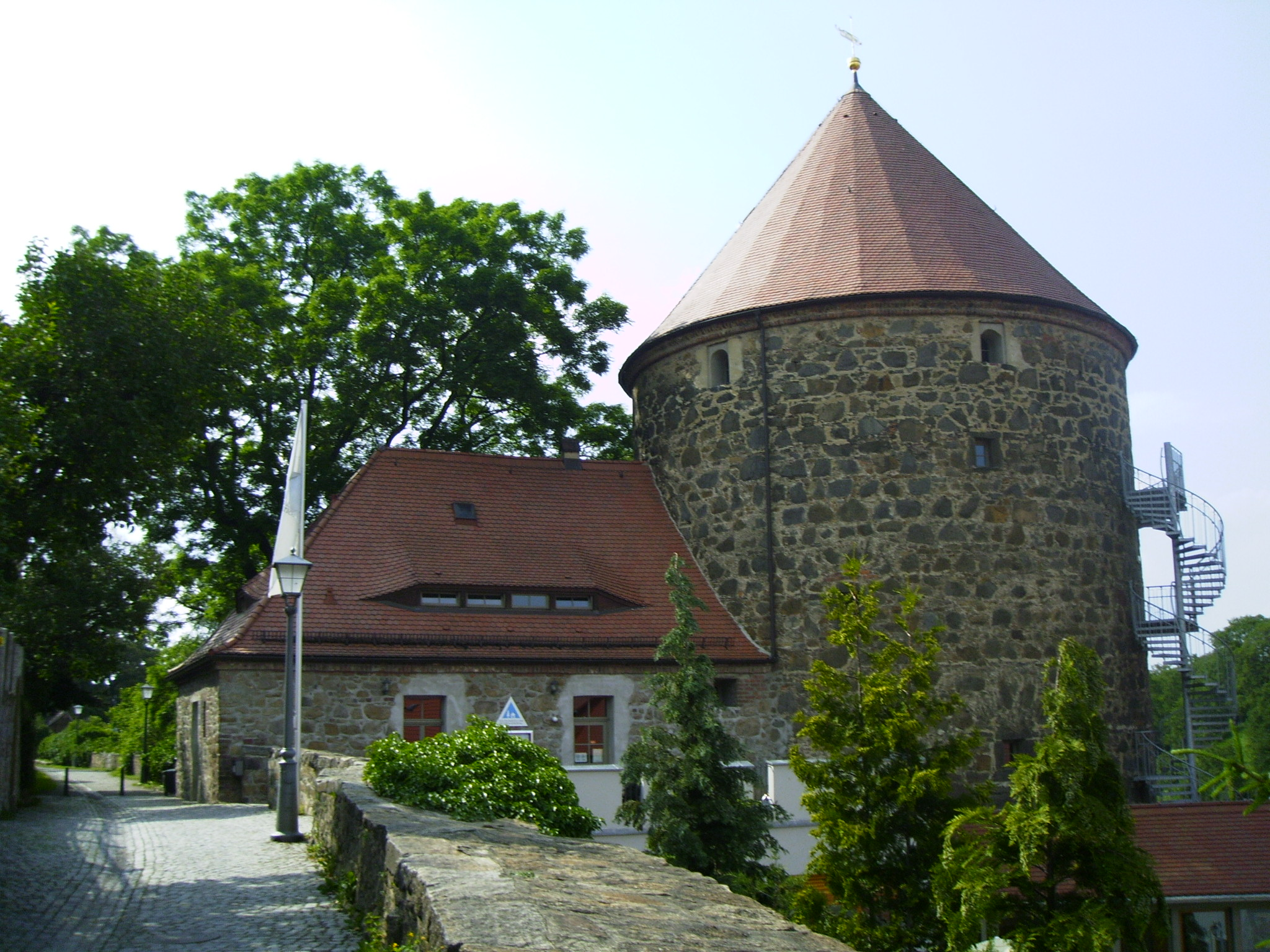
Ostansicht der Bastei und des Langhauses

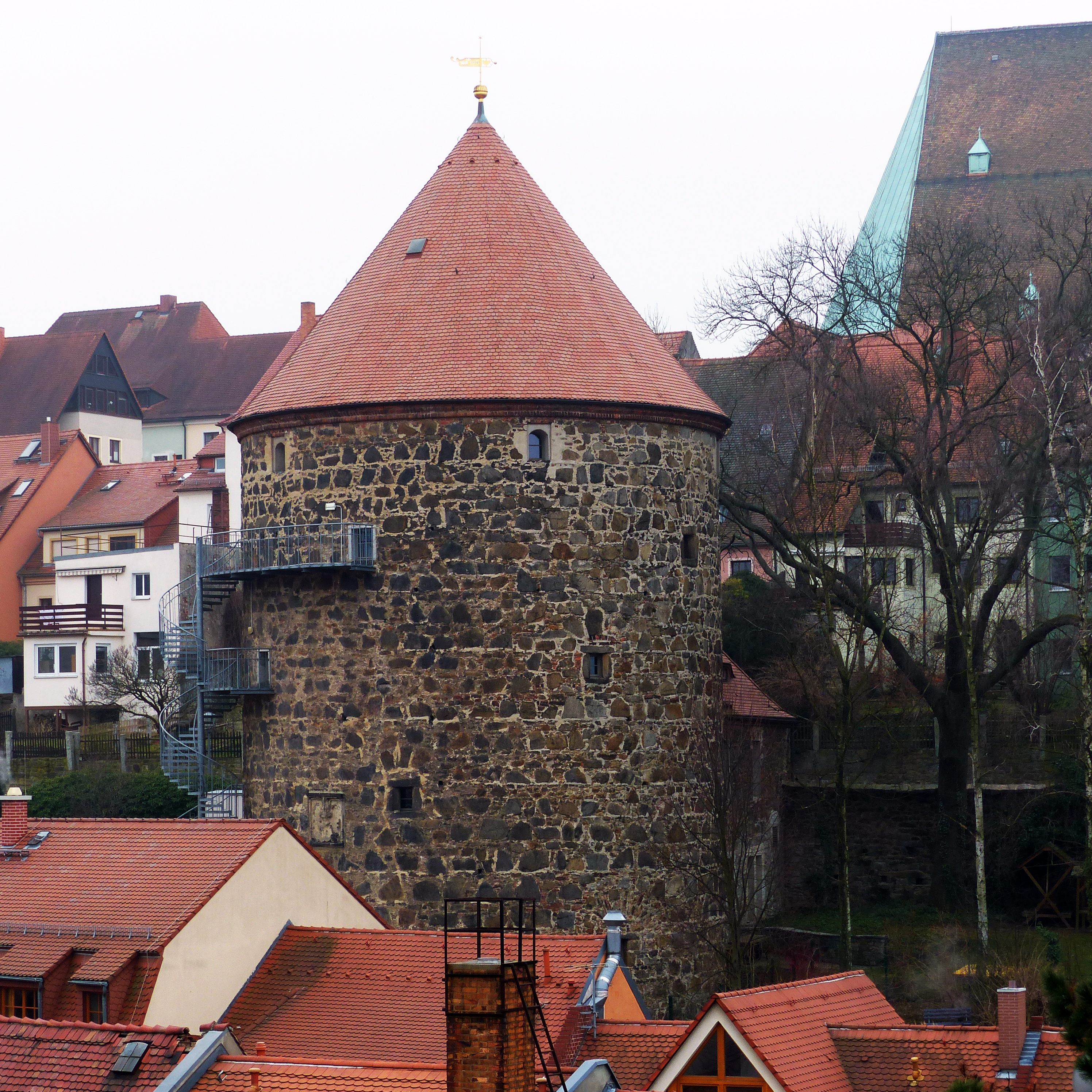
Nordansicht der Bastei

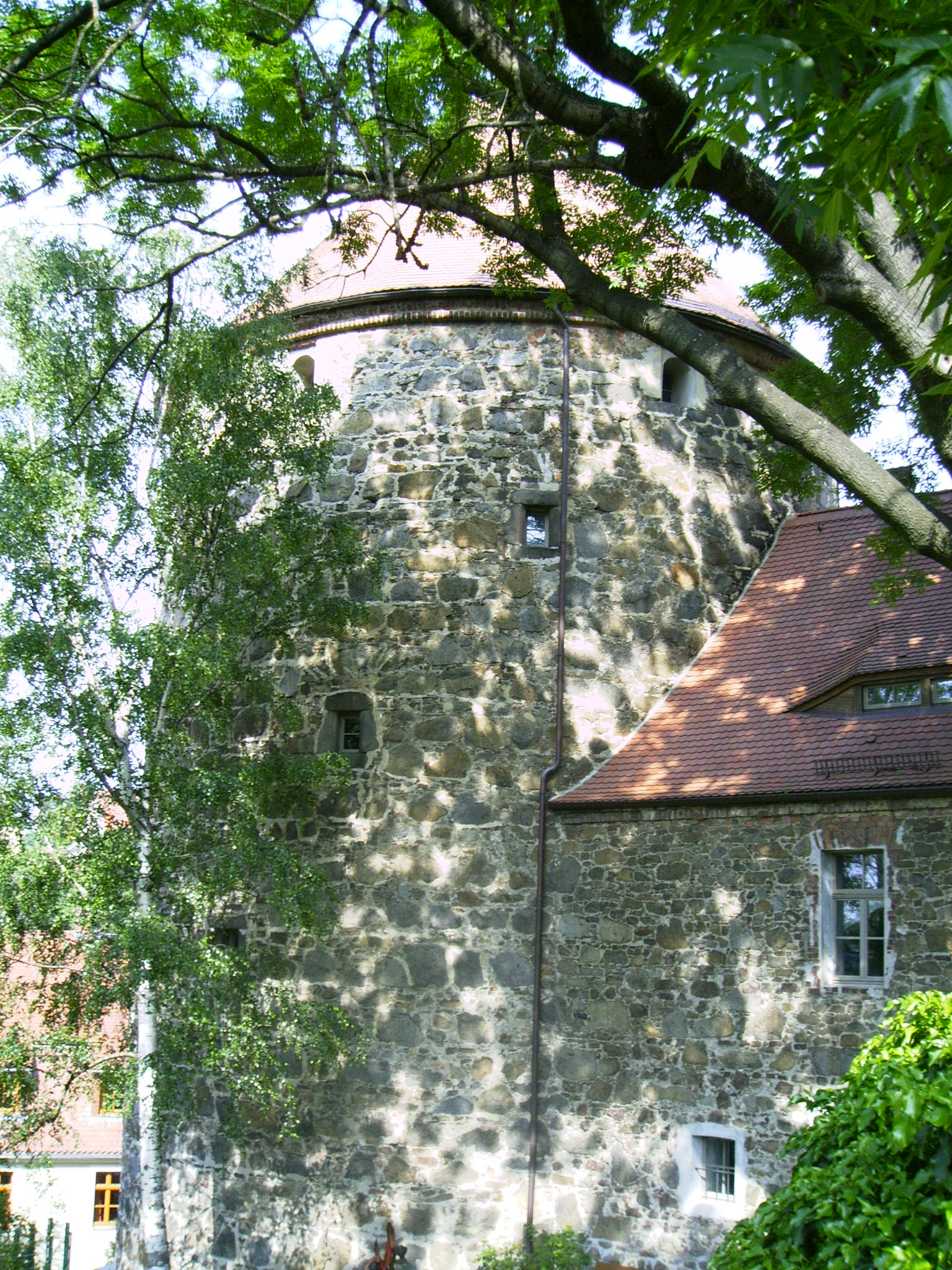
Blick auf die Westseite des Turmes

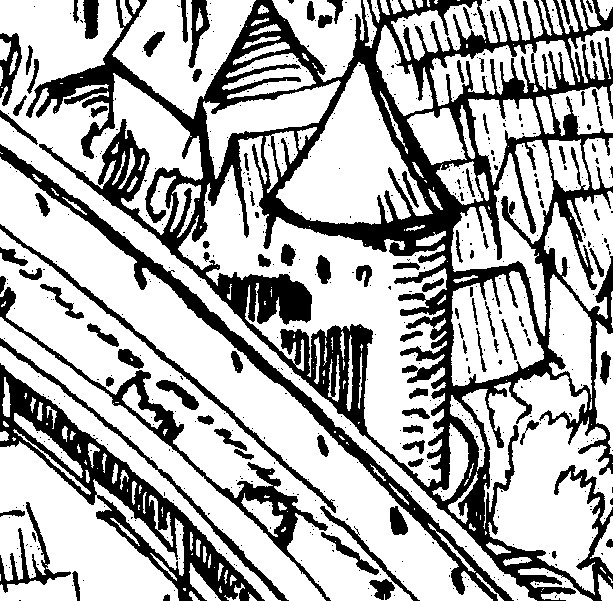
Darstellung im Schreiberplan

Die Gerberbastei, sorbisch Garbarska baštaⓘ, ist ein Teil der historischen Befestigungsanlagen in der Altstadt von Bautzen. Sie sicherte den Abschnitt zwischen Nicolai- und Schülerturm an der Nordseite der Stadt und schützte den Übergang der Via Regia über die Spree und die Wege in die Stadt sowie den Zwinger hinter der inneren Stadtmauer.
Heute befindet sich in der Gerberbastei die Bautzener Jugendherberge.

## Bau
Die Bastei hat die Form eines massiven fünfgeschossigen Rundturmes aus granitenem Bruchstein. Das Gemäuer ist im unteren Teil des Turmes etwa 3,5 m stark. Die oberen drei Etagen sind mit Schießscharten in alle Richtungen versehen, während diese sich in den unteren beiden Stockwerken nur in Richtung Gerberstraße (Via Regia) öffnen. An der Nordseite des Turmes ist ein etwa 1,5 m² großes Sandsteinrelief angebracht, welches das Bautzener Stadtwappen zeigt, jedoch stark beschädigt ist.
Ein kleines Langhaus verbindet den Turm mit dem Zwinger.

## Geschichte
Am Anfang des 16. Jahrhunderts war das Bautzener Befestigungssystem weitgehend vollendet. Die von 1503 bis 1506 erbaute Gerberbastei ist das jüngste Festungsbauwerk im inneren Ring. Die Bezeichnung der Bastei geht auf die in der unterhalb des Turmes gelegenen Gerberstraße wohnhaften Loh- und Weißgerber zurück, welche für die Verteidigung dieses Mauerabschnitts zuständig waren.
Als 1559 eine Pestepidemie Bautzen heimsuchte, diente die Gerberbastei aufgrund ihres leicht abgelegenen Standortes als Hospital und erhielt so den Beinamen „Siechenbastei“. Im 17. Jahrhundert diente der Zwinger zwischen Bastei und Nicolaiturm den Schützen als Übungsplatz. Die Gerberbastei übernahm dabei u. a. die Funktionen einer Unterkunft und des Waffenlagers.
Bei der Belagerung von Bautzen durch die Truppen von Kurfürst Johann Georg I. von Sachsen im Jahre 1620 wurde sowohl die Gerberbastei als auch die benachbarte Nikolaikirche schwer beschädigt. Am 2. Mai 1634 brannte die Bastei beim durch die abziehenden kaiserlichen Truppen von Oberst von der Goltz gelegten Stadtbrand vollständig aus. Erst im Jahre 1703 wurde der Wiederaufbau abgeschlossen.
1770 wurde der Bau nochmals leicht verändert, da er fortan als Sommerresidenz für einen Ratsherren dienen sollte. Während der Schlacht bei Bautzen wurde die Bastei als Unterkunft und Pferdestall sowie als Standort für eine Kanone genutzt. Von 1838 bis 1866 diente sie als Sportstätte für Bautzener Lehrer, Schüler und den Turnverein.
Seit 1917 dient die Gerberbastei nun ihrem heutigen Zweck. Damals wurde hier eine „Herberge für Jugend-Wanderungen“ eingerichtet. Somit verfügt Bautzen über die älteste Jugendherberge Sachsens. 1996 wurde das Gebäude grundhaft erneuert.